# Monétay-sur-Loire
Monétay-sur-Loire è un comune francese di 298 abitanti situato nel dipartimento dell'Allier della regione dell'Alvernia-Rodano-Alpi.

## Società

### Evoluzione demografica
Abitanti censiti